# Rivelaunbach

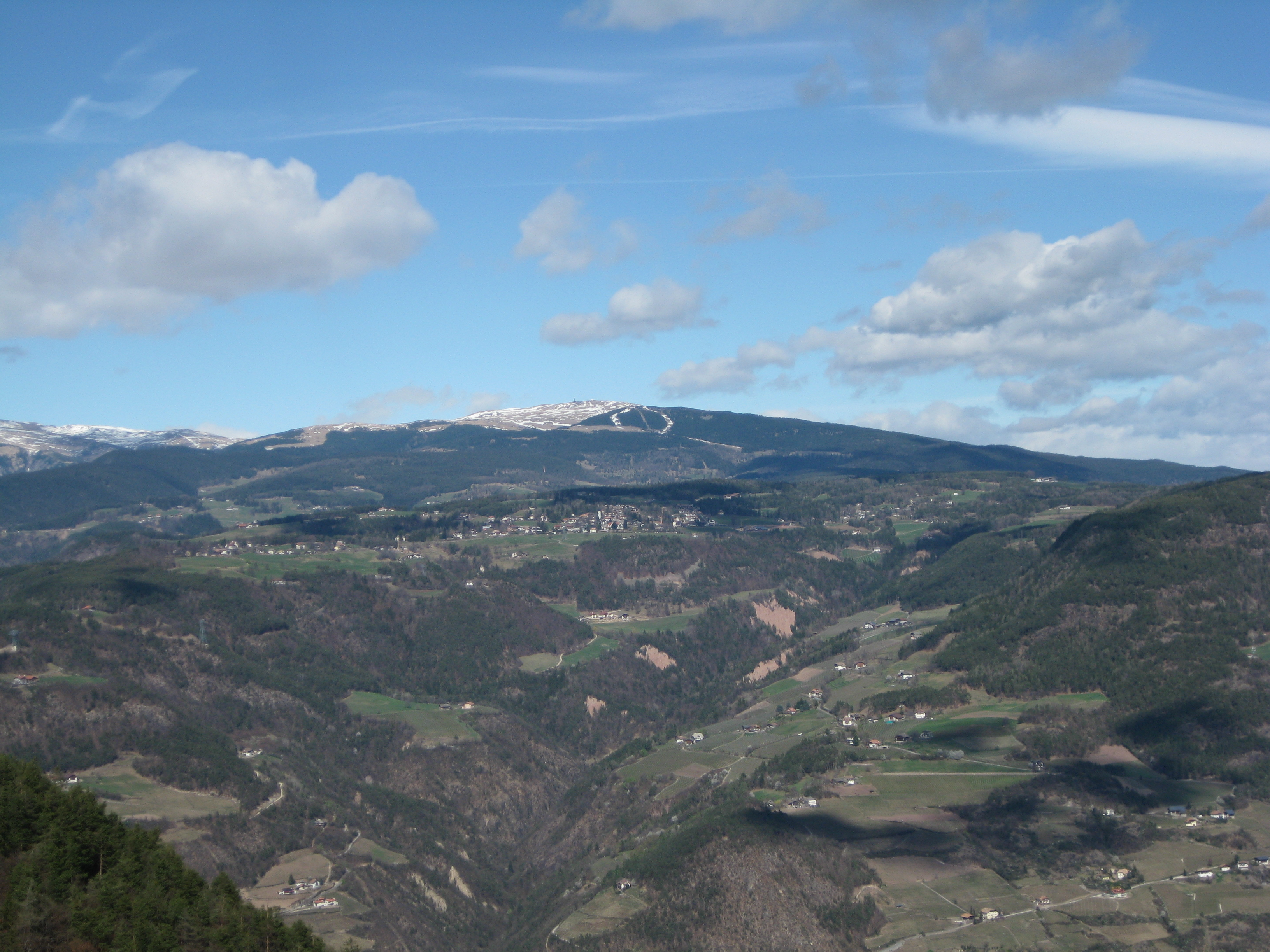
Im Vordergrund der Taleinschnitt mit den Erdpyramiden

Der Rivelaunbach, auch Rifelaunbach oder Katzenbach (italienisch Rio Rivellone), ist 5.488 m langer ein rechter Zufluss des Eisacks bei Bozen in Südtirol. Er entspringt auf dem Ritten am Kaseracker zwischen Oberbozen und Wolfsgruben, unterquert die Rittner Bahn und durchfließt anschließend das Katzenbachtal, wo sich einige der Rittner Erdpyramiden befinden. In seinem Unterlauf trennt er St. Magdalena und Rentsch im Westen von St. Justina im Osten, ehe er in den Eisack mündet.
Der Bach, an dessen Unterlauf der alte Weinhof Huck im Bach liegt, ist bereits im Jahr 1285 urkundlich als „Riueloun“ bezeugt. Seit dem 15. Jahrhundert ist eine eigene Wassergenossenschaft, die sogenannte Leeg am Rifelaun, bezeugt. Das romanische Wort *Rivelu- bedeutet „Bächlein“.
Der untere Abschnitt des Baches wurde im Laufe der Jahre verbaut, da er in der Vergangenheit auch über die Ufer getreten ist. Seit kurzem befindet sich am Unterlauf auch eine Naherholungszone.